# Castroserna de Abajo
Castroserna de Abajo – gmina w Hiszpanii, w prowincji Segowia, w Kastylii i León, o powierzchni 12,62 km². W 2011 roku gmina liczyła 59 mieszkańców.